# Tzajalhó, Larráinzar
Tzajalhó är en ort i Mexiko.   Den ligger i kommunen Larráinzar och delstaten Chiapas, i den sydöstra delen av landet, 700 km öster om huvudstaden Mexico City. Tzajalhó ligger 1 963 meter över havet och antalet invånare är 401.
Terrängen runt Tzajalhó är kuperad söderut, men norrut är den bergig. Runt Tzajalhó är det ganska tätbefolkat, med 166 invånare per kvadratkilometer. Närmaste större samhälle är Bochil, 18,3 km nordväst om Tzajalhó. Omgivningarna runt Tzajalhó är en mosaik av jordbruksmark och naturlig växtlighet.